# Araneus zelus
Araneus zelus este o specie de păianjeni din genul Araneus, familia Araneidae. A fost descrisă pentru prima dată de Strand, 1907.
Este endemică în Camerun. Conform Catalogue of Life specia Araneus zelus nu are subspecii cunoscute.